# Центральна бібліотека Красилівської міської ради
Центральна бібліотека Красилівської міської ради (до 2018 — Красилівська центральна районна бібліотека імені В. Булаєнка) — публічна бібліотека, яка здійснює обслуговування жителів Красилівської об'єднаної територіальної громади.
Перша бібліотека у Красилові, яка була відкрита 1922 року. Разом із Городоцькою та Старокостянтинівською також входить до числа перших, які з'явилися у 1920-х роках на Хмельниччині у період активного формування мережі районних бібліотек.
До структури бібліотеки входить і дитяча бібліотека, що була відкрита як районна дитяча ще 1950 року.

## Історія
Бібліотека заснована в 1922 році на базі Красилівської хати-читальні. У середньому бібліотеку відвідували З0—35 читачів на день.
Статус районної бібліотека отримала наступного, 1923 року. Книжковий фонд її в той час представляв в основному українську класику — зокрема твори Шевченка, Франка, Панаса Мирного, Леоніда Глібова та ін. Щорічно книжковий фонд зростав, і вже у передвоєнні роки становив до 20 тисяч екземплярів літератури.
У 1955 році бібліотека стає головним книгозбірним закладом району: колектив бібліотеки здійснює організаційно-методичну роботу в сільських бібліотечних закладах. Поповнюються фонди бібліотеки, розширюються відділи, а сам колектив потроху збільшується.
У 1977 році створюється централізована бібліотечна система (ЦБС), центром якої стає Красилівська районна бібліотека.
Директором централізованої бібліотечної системи призначено завідуючу районної бібліотеки для дорослих Гетьманську Ліну Феодосіївну, яка очолювала систему до 1995 року. У ЦБС увійшло 73 бібліотеки-філії. З 1995 по 2003 рік ЦБС очолювала Маковська (Колесюк) Валентина Володимирівна.
У 1989 році бібліотеці присвоєно ім'я поета Володимира Булаєнка.
З 1991 року бібліотека розташовується у двоповерховому будинку на центральній вулиці Красилова.
У 2018 році унаслідок адміністративно-територіальної реформи та реформи з децентралізації влади бібліотека була перейменована у Центральну бібліотеку Красилівської міської ради Хмельницької області.
Бібліотеку очолює Кондратюк Олена Миколаївна.
У різні роки до складу колективу входили: Фурман М. X., Щепанський С. Г., Клименко М. І., Мартинюк Г. І., Сіренко Л. Ф., Яковлева Р. А., Бондар Н. В., Качуровська Л. М., Олішевська О. Г., Ротай А. В., Мазур Л. В., Питлик Н. Я, Заусайлова Н. М., Чабаненко Л. Ф., Клуніченко Н. А., Попович В. О., Ничипорук І. Й., Скиба Г. 3., Щеринська С. М., Чайка Л. І., Козачук К. В., Савіцька Р. Ц., Радіонова О. М., Крисовата Г. І., Осташевська В. В., Нурбаєва Н. М., Кравчук Н. Д., Кондратюк О., Шахрай Л. Е., Нестюк М. М., Царук С. В., Полюк Л. В., Безсмертна О. А., Гуменюк О. Г., Чайка Г. Щ., Москавлюк С. Г., Талагаєва Т. І., Копиткова І. М., Трачук Л. П., Островська П. Е., Нахильчук Г. П., Роздайгора І. В. та інші.
Бібліотека постійно організовує книжкові виставки, тематичні дні, проводить місячники, акції, конкурси, а також інші заходи.

### Дитяча бібліотека
До структури центральної бібліотеки також входить і дитяча, яка почала свою роботу в червні 1950 року.
Діяльність дитячої бібліотеки пов'язана з навчально-виховним процесом в школі. Колектив здійснює різноманітну роботу з дошкільнятами, батьками, вихователями шкіл та дитячих садочків.

## Додаткова література
- Бібліотека — сучасний громадський центр // Красилівський вісник. — 2011. — 23 вересня.
- Працювати по-новому: [про Красилівську ЦБС] // Красилівський вісник. — 1996. — 8 червня.